# Farsala
Farsala (gr. Φάρσαλα) – miejscowość w Grecji, w administracji zdecentralizowanej Tesalia-Grecja Środkowa, w regionie Tesalia, w jednostce regionalnej Larisa. Siedziba gminy Farsala. W 2011 roku liczyła 9298 mieszkańców. Leży ok. 45 km na południe od Larisy. W starożytności stanowiła miejsce m.in. bitwy pod Farsalos.